# Театральная площадь (Нижний Тагил)
Театра́льная пло́щадь — главная площадь города Нижнего Тагила. Её пересекает главный городской проспект Ленина, а также проспект Строителей и улица Пархоменко. От площади до набережной Тагильского пруда идёт Театральный сквер с парком скульптур, на площади находятся Драматический театр, администрация города Нижнего Тагила, 3D кинотеатр «Родина-Киномакс» и Центральная городская библиотека. На площади стоит изобретателям Первого русского паровоза памятник отцу и сыну Черепановым; через проспект Ленина расположена гранитная трибуна для приёма парадов первыми лицами города и области с большим видеоэкраном. За трибуной находится сквер и Нижнетагильский горно-металлургический колледж.

## История
До начала XX века на территории современной площади располагалось церковное кладбище. Площадь сформировалась во второй половине 50-х годов XX века, после открытия в 1956 году нового здания Драматического театра. С тех пор и поныне площадь называется Театральной. Позже её благоустроили, 7 ноября 1955 года на площади установили памятник Черепановым. В 1970-х годах XX века построили спуск к пруду, благоустроили пространство, насадили зелень, построили большой фонтан «Каменный цветок», возвели трибуну.
Площадь имеет симметричную лучевую планировку с Драматическим театром в центре. От площади первоначально расходились в виде трёх лучей проспекты Ленина и Строителей, а также улица Заводская (ныне Горошникова). Позднее улица Горошникова была скрыта из-за высотной застройки.

## Назначение
Исторически площадь предназначалась для связывания района проходных Нижнетагильского металлургического завода с новыми районами города. Со временем Театральная площадь стала главной городской площадкой Нижнего Тагила. На ней проходят праздничные мероприятия, концерты, площадь является посещаемым объектом, собрания, демонстрации. Люди просто приходят погулять по ней, посмотреть достопримечательности, отдохнуть.

## Галерея

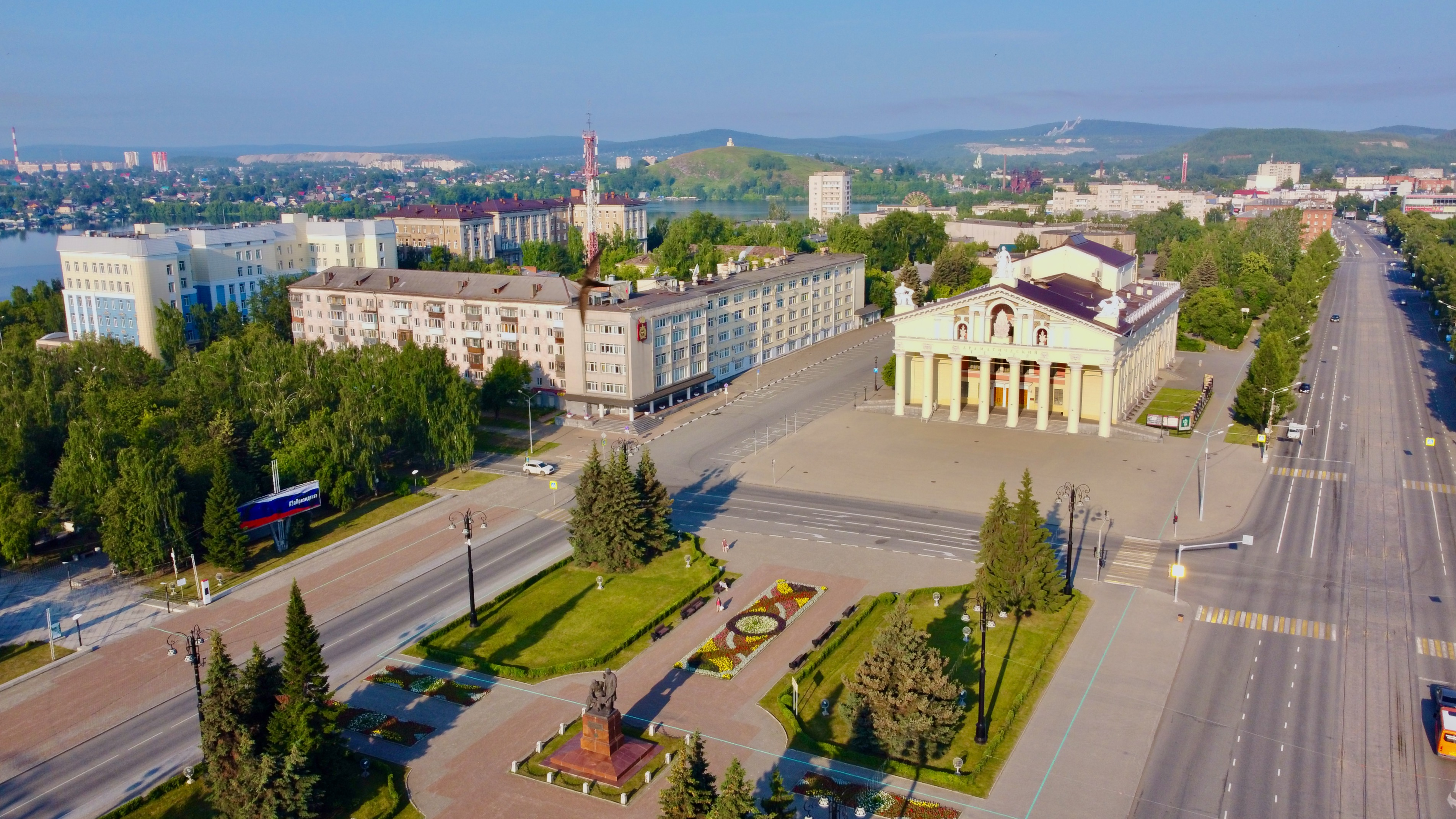
Вид с высоты
Памятник Черепановым на фоне Драмтеатра
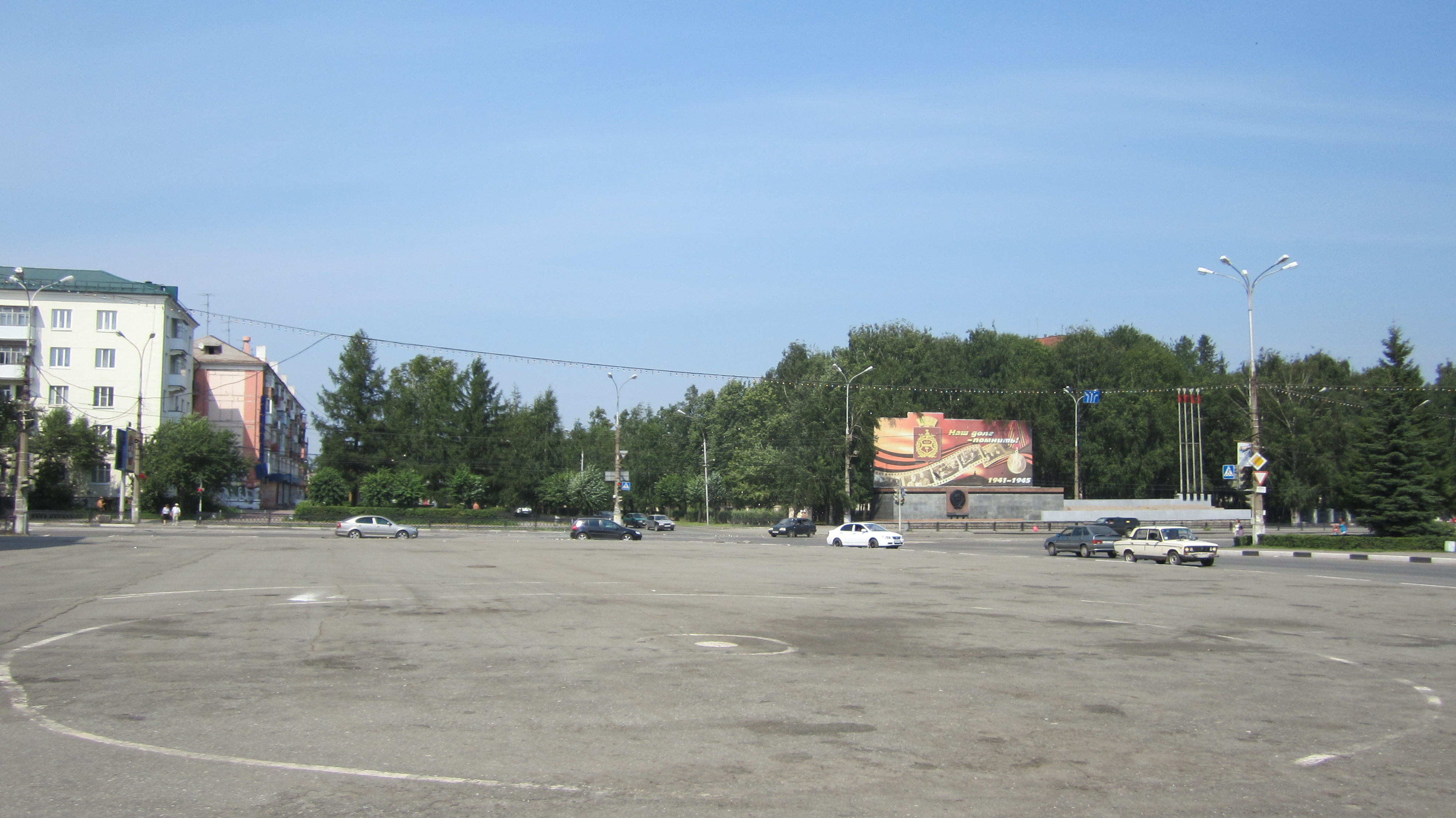
Площадь в 2015 году
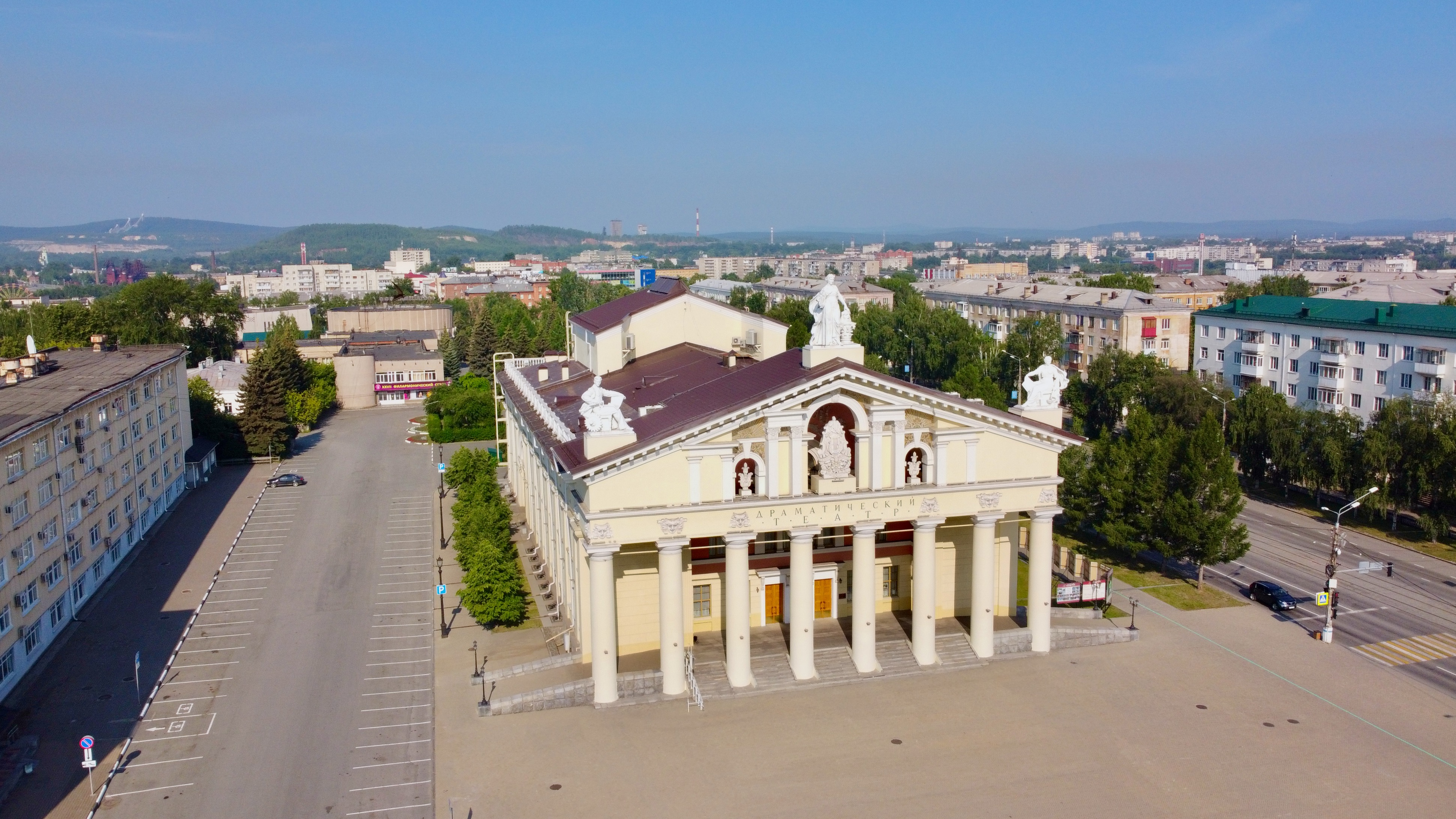
Драмтеатр
- Видео с высоты над площадью

## Веб-камеры
- Театральная площадь (поворотная камера)
- Театральная площадь (камера 1)
- Театральная площадь (камера 2)